# TGV La Poste
TGV postal (TGV La Poste) はフランス国鉄 (SNCF) TGV Sud-Estの編成を基本にした動力集中方式の郵便車編成である。
フランス郵政公社 (La Poste) の郵便物・小包輸送列車として、1984年10月1日からフランス国内を高速で結んでいたが、2015年6月27日限りで廃止された。

## 編成
編成番号はベースとなったSud-Est編成が編成全体に対して付与されるのに対し、このLa Poste編成は半分の動力車1両+郵便車4両の5両単位で付与されている。営業列車の編成はこれを2本組み合わせた両端2両の動力車と中間8両の郵便車で組成された。
1984年にアルストムで編成番号951 - 955（923000形923001 - 923005）の25両が落成した。のちにSud-Est第38編成から転用した編成番号956・957（923006・923007）の10両が追加された。
落成時点での車体塗装は黄色ベースで、Sud-Est編成と同一の塗り分け（「LA POSTE」のロゴが車体のダークグレイの帯の中に入る）であったが、のちに変更された（写真参照）。
2009年5月時点では全編成が南東ヨーロッパ車両基地 (Technicentre Sud Est Européen) に配置されていた。

## その他
- Sud-Est編成の動力車が事故破損によって工場への入場を余儀なくされ、稼動可能車両が不足し列車運行に支障を来たす事態が発生した際に、La Poste編成の動力車を一時的にSud-Est編成に転用し、一時的に動力車と客車の塗装が異なる編成が組成されたことがある。